# Charles Coles
Charles Coles, detto Honi (Filadelfia, 2 aprile 1911 – New York, 12 novembre 1992), è stato un attore, cantante e ballerino statunitense, noto soprattutto come interprete di musical a Broadway.
Ha debuttato a Broadway nel 1949 nel musical Gli uomini preferiscono le bionde con Carol Channing e ha recitato a Broadway anche nei musical Black Broadway (1979) e My One and Only (1983), per cui ha vinto il Tony Award al miglior attore non protagonista in un musical.

## Filmografia
- Rocky II, regia di Sylvester Stallone (1979)
- Cotton Club (The Cotton Club), regia di Francis Ford Coppola (1984)
- Dirty Dancing - Balli proibiti (Dirty Dancing), regia di Emile Ardolino (1987)